# آدیسون جی. فاستر
آدیسون جی. فاستر (به انگلیسی: Addison G. Foster) سناتور سابق عضو حزب جمهوری‌خواه ایالات متحده آمریکا بود. وی در سال ۱۸۹۹ تا ۱۹۰۵ میلادی سناتور ایالت واشینگتن در سنای ایالات متحده آمریکا بود.